# Miguel Cané

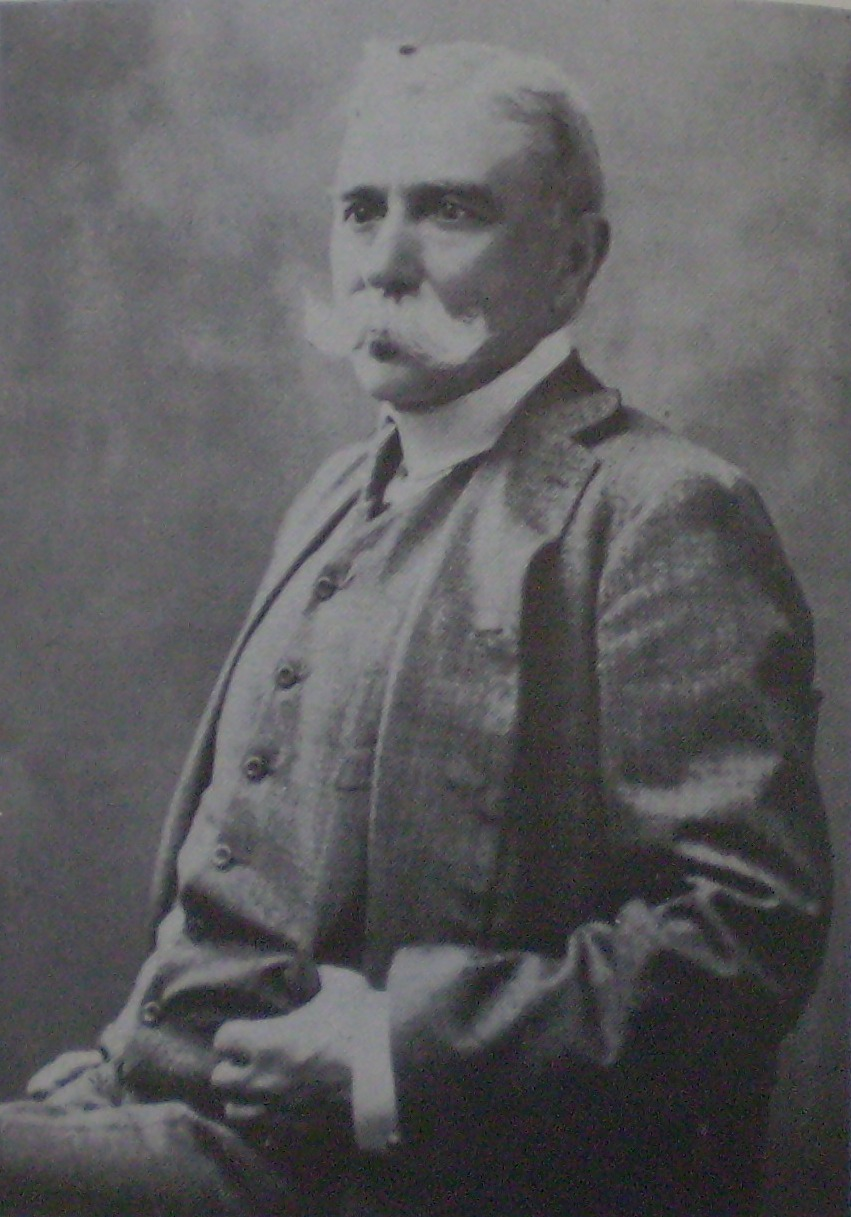
Miguel Cané

Miguel Cané (* 27. Januar 1851 in Montevideo, Uruguay; † 5. September 1905 in Buenos Aires, Argentinien) war ein argentinischer Schriftsteller, Anwalt, Journalist und Politiker. Vom 7. November 1892 bis zum 7. Juni 1893 war er Bürgermeister der argentinischen Hauptstadt Buenos Aires.

## Leben
Miguel Cané wurde in Uruguay geboren, wo seine Familie im Exil lebte. Als er zwei Jahre alt war, wurde de Rosas gestürzt und die Familie kehrte nach Argentinien zurück. Nach seinem Studienabschluss war Cané zunächst als Journalist tätig.
Später übte er nacheinander diverse politische Ämter aus: Er war Außenminister, Innenminister, Abgeordneter auf Provinz- und Bundesebene und für sieben Monate Bürgermeister von Buenos Aires. Von 1898 bis 1904 war er Senator für die Provinz Buenos Aires im argentinischen Senat. Außerdem fungierte er als Diplomat in Kolumbien, Venezuela und Frankreich.
Zu seinem schriftstellerischen Werk gehören Juvenilia (1884) und En Viaje 1881-1882 (1884).